# Dooks (stacja kolejowa)
Dooks – nieistniejący przystanek kolejowy na linii kolejowej Farranfore – Valentia Harbour w Glenbeigh w hrabstwie Kerry w Irlandii. W odróżnieniu od pozostałych stacji na linii, Dooks został otwarty 1 maja 1897, a więc niemal 4 lata po otwarciu linii. Zamknięty został 1 lutego 1960.
Dooks nie był pełnoprawną stacją kolejową, a raczej przystankiem na żądanie, na którym chęć skorzystania z pociągu zgłaszało się poprzez machanie znajdującą się tam flagą.